# 福武直
福武 直（ふくたけ ただし、1917年2月12日 - 1989年7月2日）は、日本の社会学者。文学博士（東京大学）。東京大学名誉教授。

## 略歴
岡山県生まれ。1937年第六高等学校卒業。1940年東京帝国大学文学部社会学科卒業。卒業論文は「社會學と社會的現實−社會學方法論における諸問題−」。1948年に東京大学文学部助教授、1960年に教授。1962年に「日本村落の社会構造」で東京大学より文学博士の学位を取得。1977年(昭和52年)に定年退官、名誉教授。1981年1月から1986年3月まで社会保障研究所所長。
ベネッセホールディンクス（福武書店）の福武總一郎とは遠縁に当たる。

## 活動
日本農村は「家」を構成単位として成立しているとした。同族的結合の強い東北を「東北型農村」と規定し、同等の家族によって構成される農村を「講組結合」とし、西南型農村と規定した。家族社会学で有名である。マックス・ヴェーバーの研究で注目され、農村調査を中心に研究を行い、丸山眞男の政治学、大塚久雄の経済学と並ぶ人気教授だった。弟子に古城利明、飯島伸子ほかがいる。

## 受賞歴
- 1963年　『世界農村の旅』で毎日出版文化賞受賞

## 著書
- 『中国村落の社会生活』弘文堂書店, 1947
- 『社会学の現代的課題』日本評論社, 1948
- 『日本農村の社会的性格』東京大学協同組合出版部, 1949
- 『社会科学と価値判断』春秋社 1949 (マックス・ウェーバー研究叢書)
- 『人間と社会』河出書房, 1950
- 『中国農村社会の構造』有斐閣, 1951
- 『社会学の基本問題』東京大学出版会, 1952
- 『日本の農村社会』東京大学出版会, 1953
- 『社会学入門』学生社, 1957
- 『農村社会の潮流』時潮社, 1957
- 『社会調査』岩波全書　1958
- 『日本村落の社会構造』東京大学出版会, 1959
- 『世界農村の旅』東京大学出版会, 1962
- 『日本農村社会論』東京大学出版会, 1964
- 『日本農村の社会問題』東京大学出版会, 1967
- 『現代日本社会論』東京大学出版会, 1972
- 『福武直著作集』全10巻 東京大学出版会, 1975
- 『日本社会の構造』東京大学出版会, 1981
- 『社会保障論断章』東京大学出版会, 1983
- 『大学生協論』全国大学生活協同組合連合会, 1985
- 『福祉社会への道 協同と連帯を求めて』全国大学生活協同組合連合会, 1986
- 『福武直著作集』第11巻,補巻 東京大学出版会, 1986
- 『二一世紀への課題 高齢社会と社会保障』東京大学出版会, 1988
- 『社会学と社会的現実 福武直自伝』福武直先生追悼文集刊行会, 1990

## 共著・編著
- 社会学 日高六郎共編 光文社, 1952
- 日本の社会 要書房, 1952
- アメリカ村 移民送出村の実態 東京大学出版会, 1953
- 海外移民が母村に及ぼした影響 和歌山県日高郡三尾村実態調査 毎日新聞社人口問題調査会, 1953
- 日本農村社会の構造分析 東京大学出版会, 1954
- 農村 有斐閣, 1954
- 社会調査の方法 有斐閣, 1954
- 日本農民の社会的性格 塚本哲人共著 有斐閣, 1954
- 農村調査研究入門 古島敏雄共編 東京大学出版会, 1955
- 日本農業の基礎知識 大内力,金沢夏樹共著 東京大学出版会, 1958
- 合併町村の実態 東京大学出版会, 1958
- 社会学辞典 日高六郎,高橋徹共編 有斐閣, 1958
- 社会学 角川書店, 1959
- 日本人の社会意識 三一書房, 1960
- 社会学論集 調査報告篇 河出書房新社, 1960
- 君たちが生きる社会 萩坂昇共著 筑摩書房, 1961 (新中学生全集)
- 農業共同化と村落構造 有斐閣, 1961
- 社会科事典 有斐閣, 1961
- インドの農村社会構造 アジア経済研究所, 1962
- 現代人の社会学 社会学新事典 河出書房新社, 1963
- インド村落の社会経済構造 大内力,中根千枝共著 アジア経済研究所, 1964
- 社会学研究案内 有斐閣, 1964
- 日本の農業 大内力,金沢夏樹共著 東京大学出版会, 1964
- 倫理・社会 日高六郎共著 学生社, 1964
- 地域開発の構想と現実 第1－3 東京大学出版会, 1965
- 社会学 浜島朗共著 有斐閣, 1965
- 二〇世紀の社会学 尾高邦雄共編 ダイヤモンド社, 1965
- 社会調査法 松原治郎共著 有斐閣, 1967
- 大井町 地域社会の構造と展開 地域社会研究所, 1967
- 農漁村社会の展開構造 秋田県由利郡金浦町 地域社会研究所, 1971
- 農村社会と農民意識 十五年間の変動分析 有斐閣, 1972
- 現代の中国 東大教授訪中団報告 東京大学出版会, 1977
- 農山村社会と地域開発 神奈川県大井町相和地区 東京大学出版会, 1977
- 企業進出と地域社会 第一生命本社移転後の大井町の展開 蓮見音彦共編 東京大学出版会, 1979
- 現代化中国の旅 社会学者訪中団報告 東京大学出版会, 1979
- 世界の社会保障50年 伊部英男共編 全国社会福祉協議会, 1987
- 都市と農村の福祉 一番ケ瀬康子共著 中央法規出版, 1988
- 21世紀の福祉 阿部志郎共編 中央法規出版, 1988

## 翻訳
- S.D.ギャムブル『北京の支那家族生活』生活社, 1940
- 中国経済統計研究所『中支農村経済の研究』生活社, 1941
- ハンス・フライヤー『現実科学としての社会学』日光書院, 1944
- トウルンワルド『社会学の対象と方法』青山書院, 1944
- トウルンワルト『社会学の饗宴』青山書院, 1952
- カール・マンハイム『変革期における人間と社会』みすず書房, 1953